# TVSライオンズアワー
TVSライオンズアワーは、テレビ埼玉（テレ玉）の制作する、埼玉西武ライオンズ（1軍）主催試合のプロ野球中継番組。

## 番組概要
徹底した埼玉西武ライオンズびいき放送で、開始当初は西武担当のスポーツ新聞記者（1979年のみ）や醍醐猛夫（1980年より）他の解説と上野晃他の実況で、1987年からスポーツ中継では珍しくアナウンサーによる実況のみの時期もあったが、2005年からは再度解説者がついた。基本放送時間は19:00 - 21:30。2007年度までは4:3の標準画質で放送していたが、2008年度の開幕戦よりハイビジョン制作で放送している。アナログ放送では、2010年度から2011年のアナログ放送終了までレターボックスで放送が行われていた。
ライオンズびいきは顕著で、80年代〜90年代前半にかけては主音マイクを一塁側スタンドに設置し、ライオンズのファン一人一人の声援や野次が拾われていたが、反対にビジターチームの応援はかすかに聞こえる程度という、あたかも一塁側スタンドにいる感覚を演出していた。またベンチの中の声もよく聞こえ、選手一人一人の声も響き渡り、時折外国人選手が発した放送禁止用語も拾ってしまうことがあった（マイク・ディアズなど）。近年はマイク位置を変更して音声に関しては中立的となっている。その他、ライオンズの選手が本塁打を放つとピースマークのレオを表示させ、翌日も放送がある場合はその選手が打席に立つと本塁打シーンをハイライトで流していた。さらに当時はビジターチームのヒーローインタビューを映さなかったり、デーゲームの録画中継では放送時間が押している場合にビジターチームの得点イニングをカットすることもあった。
なお、中継映像に関しては、かつては本拠地の西武ライオンズ球場開催ではTBSビジョンと、旧本拠地での平和台球場での開催時はテレビ西日本（TNC、フジテレビ系）と提携して制作、その後球団とテレテックによる制作体制が整ったことにより、球団制作のものに移行している、番組の制作著作は埼玉西武ライオンズとテレビ埼玉である。エンディングの製作著作のクレジットは2007年度までは「テレ玉・西武ライオンズ」とテレビ埼玉が冒頭に来ていたが、2008年度からは「埼玉西武ライオンズ・テレ玉」と逆に西武球団が冒頭に来ている。
以前は、テレビ朝日などの在京民放キー局がライオンズ戦を中継する日以外の西武ライオンズ球場（現・ベルーナドーム）での全試合を生中継していた。また、土・日デーゲームの場合は18:00から録画中継されていた。2024年シーズンまでは30試合程度中継しており、2025年シーズンはベルーナドームと埼玉県営大宮公園野球場で行われる平日の41試合を全て中継する。なお、NHK BS1では1990年代までテレビ埼玉制作の実況音声がない映像をスコアテロップも含めて使用し、そこからNHKの解説と実況を新たに追加していた。その為、テレビ埼玉放送分のCMがNHKに流れたハプニングが起こった事例もある。
2008年度より、長年使われてきていたスコア（ボールカウント）表示・選手表示・試合経過表示などのデザインが一新（スコア表示は球団の公式映像で、2011年まではルービックキューブを模したデザイン、2012年からは一般的なスコアテロップになった）され、CM入りの際のBGMやレオのアニメーション（バッティング・ピッチング）が消滅した。なお、1990年ごろまでは、スコア（ボールカウント）表示を残したままスポーツニュースやTBSのレッツゴー!ライオンズで映像が使われていた。
球団制作映像のスコア表示に協賛スポンサーが入った場合は、テレビ埼玉側で独自のスコア表示に差し替えることがある（球団制作映像のカウント表示に『オレンジリボン運動デー×じぶん銀行』のクレジットが入った2019年8月21日など）。
オープニングは長年にわたり試合当日の生中継の映像、エンディングはブルーバックの字幕を使っていたが、2009年以後は予め録画された過去の試合の映像が採用されている。またテーマソングは1996年以降、球団歌「吼えろライオンズ」が当初は歌詞入りで使われていたが、後にカラオケ版が使用されていた。2011年からは、アーティストの楽曲が使用されている。
試合後のハイライトのBGMとして80年代から長きにわたりT-SQUAREの「PRIME」を使用していたが、現在は使用されていない。
CM枠では、回によって西武グループの催事案内を行う「西武レジャー情報」というインフォマーシャルが放送されている。かつては球場からの生CM形式で行っていたが、現在はVTRとなっている。
滋賀県を視聴対象地域とするびわ湖放送でも、ライオンズアワーという番組名で中継している。詳細やその他の放送局でのネット受けに関しては、#他局へのネットを参照。
なお、番組名は2019年までは、ライオンズのビジター試合を中継する場合（2003年までの自社制作の東京ドームでの日本ハム戦も含む）は、西武グループの協賛が付かない『TVSヒットナイター』の名義で放送が行われていた。2020年からは、ライオンズアワーとして番組名を統一している。
1979年の野球中継開始年は、ナイター時はヒットナイターとして放送し、ライオンズアワーは西武が関与するデーゲーム中継のタイトルだった。1980年からヒットナイター・ライオンズアワー双方で日本ハム主催試合の放送を開始し、1987年から2019年までは西武主催試合はライオンズアワー、その他の試合はヒットナイター（1990年のみ西武が関与する試合はライオンズアワー）となった。
2018年からは、球団制作映像を実況・解説そのままに放送する試合が増加している。その場合テレ玉で放送されることについて特に触れることはなく、提供クレジットもテレ玉側でイニング間に独自に挿入しており、放送時間内に中継しきれない際は画面上部にその旨を伝えるテロップを表示し放送を終了する。
2020年は、日本国内における新型コロナウイルスへの感染拡大の影響でレギュラーシーズンの開幕が3月20日から6月19日に延期されたことや、レギュラーシーズンの試合数が143試合から120試合へ削減されたことに伴って、西武主催16試合＋ロッテ主催5試合の計21試合の中継となった。また、令和2年度夏季埼玉県高等学校野球大会が行われた8月の中継とデーゲーム中継は放送されなかった。
2021年は、西武主催28試合＋ロッテ主催4試合の計32試合が中継された。前年に続き8月の中継は放送されないが、前年放送されなかったデーゲーム中継は3月27日のオリックス戦の1試合が組まれた。
- この年はレギュラーシーズン開幕日から6月11日[注釈 12]までの期間にメットライフドームを含めた関東圏の一部（東京都・神奈川県・埼玉県・千葉県）の球場で予定しているナイトゲームの開始時間（例年は基本として18:00）については、COVID-19の感染拡大を防止する観点から、17時台後半（メットライフドームは17:45）へ繰り上げることが開幕直前の3月22日に決定された。このような事情から、テレ玉では以下のように対応した。
  - 3月26日の対オリックス戦（試合開始時刻を当初予定の18:00から17:45に繰り上げ）
    - 開幕戦という事もあり、メインチャンネルの中継は18時[注釈 13]からになった。なお、この日は当初から18時から放送される予定だった。

  - 4月6日以降（試合開始時刻を当初予定の18:00から17:45に繰り上げ）
    - メインチャンネルの中継は、当初の19時放送開始から18:45[注釈 14]からの中継に繰り上がった。

2022年は、西武主催28試合＋ロッテ主催4試合、阪神主催1試合の計33試合が中継された。ロッテ以外のビジターゲームが放送されるのは5年ぶり。また、3年ぶりに8月の中継が9試合組まれた。一方で、8月と9月に近年は殆ど組まれていなかった木曜日の中継が3試合組まれた。
2023年は、西武主催28試合＋ロッテ主催2試合の計30試合が中継された。一部の試合を除き第2チャンネルでの中継開始が17:45からとなる。
2024年は、西武主催28試合＋ロッテ主催4試合＋阪神主催1試合の計33試合が中継された。9月30日に、近年は殆ど組まれていなかった月曜日の中継が組まれた。
2025年は、西武主催41試合＋ロッテ主催4試合の計45試合を中継する予定。第2チャンネルでの中継終了が22:30となる。また、本年はベルーナドームと埼玉県営大宮公園野球場で行われる平日の試合を全て中継する。デーゲーム中継は、4月29日と5月6日に放送。

## 放送時間
- 火曜日 - 金曜日 18:00[注釈 15] - 19:00（033ch）、19:00 - 21:30（031ch）、21:30 - 22:30（033ch）

原則的にプロ野球の開催される火曜日から金曜日・土曜日・日曜日に放送される。（土曜・日曜は中央競馬ワイド中継→JRA競馬中継があり、競馬中継が優先されるほか、2022年度からは対福岡ソフトバンクホークス戦に限り、東京都の独立放送局である東京メトロポリタンテレビジョン（『パ・リーグ応援宣言!ホークス中継』）でも西武主催試合の中継を開始したため、試合をナイターで行う夏季のみ中継を行う。まれに、スーパーJリーグマッチ=埼玉勢のJリーグ中継を編成し、プロ野球が放送されない場合もある）
2007年度までは試合開始の18:00より放送していたが、2008年度から2012年度までは放送開始時間が18:30に、2013年度からはマルチ編成によりテレ玉第2チャンネル（SV2、033ch）で18:00より中継を行うため、メインチャンネルの放送開始時間が19:00に変更となった。2019年度から2022年度までは第2チャンネルの放送開始時間が18:15に、2023年度から2024年度までは第2チャンネルの放送開始時間が17:45に、放送終了時間が22:00に変更となった。2024年度はメインチャンネルと第2チャンネルの切り替え時間が18:45と21:00に、2025年度からは第2チャンネルの放送開始時間が18:00、放送終了時間が22:30に、メインチャンネルと第2チャンネルの切り替え時間が19:00と21:30にそれぞれ変更となった。
2011年5月20日より2012年度まで、ワンセグにおいて18:00より中継を開始していた。なお、従来のようなオープニングはなく、イニング間のCMも無かった。
テレ玉スペシャルナイターの日は、『情報番組 マチコミ』と『ニュース545』を短縮して031chでも17:45より中継を開始している。但し2020年は10月16日が該当する予定だったが、取りやめになった事もあり通常通りの放送時間で放送された。

## 放送試合数
| 年度   | ホーム | ビジター | クライマックスシリーズ | 備考                    |
| ------ | ------ | -------- | ---------------------- | ----------------------- |
| 2007年 | 29     | -        | -                      | CS出場せず              |
| 2008年 | 31     | -        | 2                      |                         |
| 2009年 | 30     | -        | -                      | CS出場せず              |
| 2010年 | 30     | -        | 1                      |                         |
| 2011年 | 28     | -        | -                      | 3位のためCS主催試合なし |
| 2012年 | 29     | -        | 3                      |                         |
| 2013年 | 29     | -        | 3                      | [ 注釈 20 ] [ 注釈 21 ] |
| 2014年 | 28     | -        | -                      | CS出場せず              |
| 2015年 | 28     | -        | -                      | CS出場せず              |
| 2016年 | 28     | -        | -                      | CS出場せず              |
| 2017年 | 28     | -        | 3                      | [ 注釈 22 ] [ 9 ]       |
| 2018年 | 27     | -        | 2                      | [ 注釈 23 ] [ 10 ]      |
| 2019年 | 28     | -        | 2                      | [ 注釈 24 ] [ 11 ]      |
| 2020年 | 16     | 5        | -                      | CS出場せず              |
| 2021年 | 28     | 4        | -                      | CS出場せず              |
| 2022年 | 28     | 5        | -                      | 3位のためCS主催試合なし |
| 2023年 | 28     | 2        | -                      | CS出場せず              |
| 2024年 | 28     | 5        | -                      | CS出場せず              |

2020年以前のビジターの中継試合数はTVSヒットナイターを参照。

## 解説者
基本的には解説を交互に担当する。2018年から球団制作映像を実況・解説そのままに放送する試合が増加したため、テレ玉専属の解説者の出番が激減した。2019年8月20日放送から8月25日放送分はテレ玉放送40周年記念ウィークとしてテレ玉制作として放送した。
- 鈴木健（2008年 - 。西武球団制作中継解説者兼）
- 松沼雅之（1990年 - 1999年、2004年 -。文化放送解説者兼）
- 髙木大成（2019年 - 。本数契約として出演。西武球団制作中継・BS朝日・文化放送ゲスト解説者兼）※西武球団職員（球団事務所勤務）
- 平野謙（2019年8月24日に、テレ玉40周年ウィークの際にゲスト解説として出演したが、2020年からは本数契約として出演。J SPORTS・札幌テレビ・STVラジオ解説者兼）
- 石毛宏典（2019年8月22日に、テレ玉40周年ウィークの際にゲスト解説として出演したが、2020年からは本数契約として出演）
- G.G.佐藤（2021年 - 。東日本放送・ロッテ球団制作中継〈日テレNEWS24他で放送〉など解説者兼。2019年8月20放送にはゲスト解説として出演されたが、2021年からは本数契約として出演）
- 杉山賢人（2022年 - 。本数契約として出演。TBCラジオ解説者兼。2022年4月22日放送の西武対楽天戦から出演）
- 片岡保幸（2022年 - 。本数契約として出演。TBSテレビ〈BS-TBS・TBSチャンネル放送分〉・文化放送ゲスト解説者兼。2022年8月5日放送の西武対ロッテ戦から出演）
- 髙橋朋己（2022年 - 。本数契約として出演。西武球団制作中継解説者兼。2022年8月17日放送の西武対ソフトバンク戦から出演）
- 辻発彦（2005年 - 2006年、2012年 - 2013年、2023年 - 。テレビ朝日〈BS朝日を含む〉・文化放送ゲスト解説者兼。2023年3月31日の西武対オリックス戦から復帰出演）

### スペシャルゲスト解説者（テレ玉40周年記念として）
- 新谷博（2019年8月21日放送に出演。HBCテレビ・HBCラジオ解説者兼）
- 松沼博久（2019年8月25日放送に出演。西武球団制作中継・文化放送解説者兼）

### 過去
- 安藤清光（スポーツ報知）
- 石川照次（スポーツニッポン）
- 石田康博（共同通信）
- 遠藤豊（日刊スポーツ）
- 塩原義雄（サンケイスポーツ）
- 堀江康亘（東京中日スポーツ）
- 宮崎晶（西日本スポーツ）
- 石井貴（2014年 - 2018年）
- 岩下光一（1985年）
- 江島巧（1986年）
- 佐藤孝夫（2000年 - 2004年）
- 鈴木葉留彦（1985年 - 1986年）
- 醍醐猛夫（1980年 - 1983年）
- 土井正博（1982年 - 1984年, 1990年 - 1991年, 2000年 - 2003年）
- 平尾博嗣（2013年 - 2018年）
- 広橋公寿（2004年）
- 松沼博久（2000年 - 2001年）
- 三浦政基（1984年 - 1988年）
- 山下律夫（1983年 - 1984年）
- 渡辺久信（2002年 - 2003年）
- 土肥義弘（2013年 - 2014年）
- 大友進（2006年 - 2018年）
- 長田秀一郎（2018年 -。西武球団制作中継解説者兼）※西武球団職員（ライオンズアカデミーコーチ）
- 豊田清（2019年）
- 小関竜也（2019年）
- 森本稀哲 (2018年 - 2022年。本数契約として出演)

このうち、各新聞記者は1979年のみ担当。岩下、江島、醍醐、土井、三浦、山下はヒットナイターのうち日本ハム主催試合、佐藤と渡辺と辻はヒットナイターの西武ビジター戦の「カラ出張解説」も兼務していた。
2014年5月20日、5月21日の対巨人戦は松沼雅之に加え、ゲストとして松沼博久も登場し、兄弟解説が実現した。

## 実況担当アナウンサー・リポーター
- 2007年度の実況は上野・坂の2人でほとんどの試合を担当し、その他のアナウンサー（加藤・節丸・矢野・渡邊）は基本的にはリポーターとして登場した。
- 2008年度の実況は大澤が実況として加わり、4人体制となる。担当回数は上野が多く、坂・加藤・大澤がほぼ同じ回数となっている。リポーターはアナウンサーではなく、同局のライオンズチャンネルを担当している半田あいに変更した。
- 2010年度はリポーターが半田から菊田かなえに変更した。（ライオンズチャンネルのリポーター変更に伴うもの。）
- 2011年度の実況は、加藤が抜け、新たに小笠原・山田が加わる。（加藤は本人の意向により、西武主催のテレビ中継実況をテレ玉からJ SPORTSへ変更。小笠原はチバテレのマリーンズナイター、山田はテレ玉のJリーグ中継アルディージャエキサイトマッチを担当している。）
- 2012年度の実況は加藤が1年ぶり、矢野が4年ぶりにライオンズアワーの実況に復帰したため7人体制となる。また、リポーターは菊田から永田怜奈に変更。
- 2013年度はリポーターが永田から土肥義弘に変更。また坂を除く実況担当アナウンサーがリポートを兼任するようになる（基本は土肥がメインであるが、土肥が放送ブース担当の時はアナウンサー持ち回りとなる）。
- 2014年度は元文化放送の菅野と上野智広が実況アナに加わり、8人体制となる。リポーターは前年同様。
- 2015年度はリポーターが栗山麗美に変更。
- 2017年度はリポーターが堀口文宏、淡輪ゆき、野牛あかねの3人体制になる。
- 2020年度はチバテレにネットする千葉ロッテ戦以外の半数を球団制作の映像実況解説をそのまま流用し、自社制作は9試合に減少。リポーターは原則堀口文宏が担当しているが、9月15日と10月21日は佐藤美樹が担当。[12][13]
- 2021年度も前年度同様となる。自社制作分のリポーターは原則堀口文宏が担当しているが、4月27日は平川沙英、9月8日と9月22日は小林厚妃が担当。[14][15][16]
- 2022年度は原則堀口文宏が担当。
- 2023年度は原則堀口文宏が担当。6月7日、6月9日は大堀結衣が担当。[17][18]
- 2024年度は原則堀口文宏が担当。9月13日は大堀結衣が担当。[19]

### 現在の担当者
- 上野晃（元・テレビ和歌山、テレビ埼玉アナウンサー。）
- 小笠原聖（元・秋田朝日放送アナウンサー。）
- 加藤暁（元・九州朝日放送アナウンサー。2011年は実況担当せず）
- 矢野吉彦（元・文化放送アナウンサー。2008年 - 2011年は実況担当せず）
- 桑原秀和（元・日本海テレビ、静岡放送）[20]

### 過去の担当者
- 渡邊哲夫（2007年まで 元・静岡朝日テレビアナウンサー。）
- 節丸裕一（2007年まで）
- 榎本猛（元・NHK→RKB毎日放送→NET〔現・テレビ朝日〕アナウンサー。）
- 川原恵輔（元・NHKアナウンサー）
- 倉敷保雄（元・文化放送記者）
- 柄沢晃弘（元・TBSアナウンサー。現・WOWOW）
- 四家秀治（元・RKB毎日放送。1987年 - 1989年はTBSビジョンに在籍し、テレビ東京への移籍を経て、現在はフリー）
- 小早川正昭（元・日本テレビアナウンサー。現・フリー）
- 斉藤政夫（開局時ごく初期）
- 小川真人（同上。現・熊本県民テレビ）
- 辻豊人（元朝日放送→テレビ神奈川）
- 山形美房
- 野沢祐一
- 山田泰三（元・名古屋テレビ放送アナウンサー。2012年まで）
- 菅野詩朗（元・文化放送アナウンサー。2014年）
- 大澤幹朗（元・IBC岩手放送アナウンサー。2016年まで）
- 坂信一郎（元・文化放送アナウンサー。2016年まで）
- 上野智広（元・文化放送アナウンサー。2014年 - 2017年）
- 大門雅明（元・エフエム群馬、長崎放送アナウンサー。2018年 - 2019年）
- 堺正幸（元・フジテレビアナウンサー。2022年）

このうち、上野晃、坂、渡邊、矢野、榎本、川原、小早川、斉藤、小川の各氏は後楽園・東京ドームを本拠地としていた時代のファイターズ主催試合（ヒットナイター）の実況も担当した。
- 半田あい（リポーター。2008年 - 2009年、ライオンズチャンネルリポーター兼務）
- 菊田かなえ（リポーター。2010年 - 2011年、ライオンズチャンネルリポーター兼務）
- 永田怜奈（リポーター。2012年、ライオンズチャンネルリポーター兼務）
- 土肥義弘（リポーター。2013年 - 2014年、解説兼務）
- 栗山麗美（元・北海道文化放送アナウンサー。2015年 - 2016年、ベンチサイドレポーターのみ）

TBSビジョンと制作提携していた関係上、TBSスポーツ部所属アナウンサーも出演していたこともあった。
- 宮澤隆
- 中村秀昭
- 小笠原亘
- 初田啓介

## 他局へのネット
- 西武グループの近江鉄道が大株主の関係にあるびわ湖放送は、2002年頃までは本番組のネットおよび本番組の中継がない場合は、1990年代のごく一部にテレビ朝日製作の試合があればANBからのラインネットによる中継を同時放送、またパーフェクTV!→スカイパーフェクTV!開始当初は当時J SPORTSで放送されていた球団制作中継の『J SPORTS STADIUM』をネットすることによって、西武主催のほぼ全試合を放送していた。また、放送時間も最大23時まで延長していた。2003年以降は中継試合数減や延長オプションの削減が行われた[注釈 26]。
- 渡辺久信の出身地である群馬の、群馬テレビは2010年まで年10試合程度を中継していた。2013年は、再度本番組のネット受けを再開。
- サンテレビの完全中継など一部のネット局はテレ玉よりも中継時間の設定が長いため、一時的に裏送り状態になることがある。
- 各局飛び乗り時は挨拶と球場名及び実況・解説・リポーターのテロップが表示される。放送局名を読み上げることはない。飛び降り時は「（放送局名）をご覧の皆さんとはこの辺でお別れとなります。」というアナウンスと実況・解説・リポーターのテロップが表示される。
- 他局への販売をチバテレなど周辺の独立局よりも積極的に行っている。

2009年6月10日の阪神戦は、群馬テレビ・びわ湖放送・KBS京都・サンテレビにネット。テレ玉を含め5局ネットで中継した。
2013年6月3日の巨人戦は、群馬テレビ・三重テレビ・ぎふチャン・びわ湖放送へネット。テレ玉を含め5局ネットで中継した。
2015年5月29日の阪神戦は、三重テレビ・びわ湖放送・KBS京都・サンテレビにネット。テレ玉を含め5局ネットで中継した。
2021年5月28日の阪神戦は、サンテレビにネット。テレ玉を含め2局ネットで中継した。
2023年6月1日の阪神戦は、KBS京都・サンテレビにネット。テレ玉を含め3局ネットで中継した。
同年6月7日・8日の中日戦は、三重テレビ・ぎふチャンにネット。テレ玉を含め7日は2局・8日は3局ネットで中継した。

### ネット局（2014・2015年実績）
◆:2014年にネット受けした局、◇:2015年シーズンにネット受けした局
- とちぎテレビ◆
- 群馬テレビ◆
- チバテレ◆◇（マリーンズナイター　千葉ロッテマリーンズ戦のみ。）
- ぎふチャン◆（ダイナミックナイター）
- 三重テレビ◆◇（三重テレビナイター　交流戦・中日ドラゴンズ戦中心。2008年及び2013年以降は中日戦以外も中継。）
- びわ湖放送◆◇（BBCライオンズアワー[注釈 27]）[注釈 28]
- KBS京都◆◇（KBS京都エキサイトナイター）
- 奈良テレビ◆（タイムリーナイター）
- サンテレビ◇（サンテレビボックス席　交流戦・阪神タイガース戦のみ。ただし過去に阪急→オリックス戦とダイエー戦[注釈 29]が放送された事例がある）

### 過去のネット局（-2013年）
- TOKYO MX（MXスタジアム）
- tvk（tvkプロ野球中継 熱烈ベイスターズLIVE!!　交流戦・横浜ベイスターズ戦のみ。）
- テレビ愛知
- テレビ和歌山

## 在阪準キー局からのネット
- 1980年代には、土曜・日曜開催の在阪球団主催・在阪準キー局制作の対西武戦中継を、在京キー局が同時ネットしない場合に限り、テレ玉が同時ネットする事があり、在阪局での放送終了後も、裏送りで中継を続行する事があった。番組名については、西武主催と同様に「ライオンズアワー」名義だった。
- また、ネット局のびわ湖放送で、朝日放送（現：朝日放送テレビ）が放送しないテレビ朝日制作の、主に近鉄・オリックスとの対戦など数試合が「ライオンズアワー」として放送されたことがあった。近鉄・オリックス側のレポーターは朝日放送アナウンサーが担当した場合もある。